# Гилермо Ривера
Гилермо Родригес Ривера  (на испански: Guillermo Rodríguez Rivera) е кубински поет, прозаик и публицист,  доктор на филологическите науки, професор в университета в Хавана.

## Биография
Роден е през 1943 г. в Сантяго де Куба. Принадлежи към „поколението на петдесетниците“ („трета вълна“ – род. между 1940 и 1945 г.) Луис Рохелио Ногерас, Нанси Морехон, Виктор Касаус, Хесус Кос Каусе, Раул Риверо, Лина де Ферия, Делфин Пратс, Магали Алабау, Феликс Луис Виера, които остават верни на разговорния (просторечния) език в творчеството си, въпреки неговата криза през 80-те години на ХХ в.
Публикация в България – в съавторство с Луис Рохелио Ногерас: „Четвъртият кръг“ в издание на Народна младеж (библ. Лъч № 83) 
Умира на 16 май 2017 г. в Хавана, Куба.